# ヴォルター式望遠鏡
- ヴォルター望遠鏡

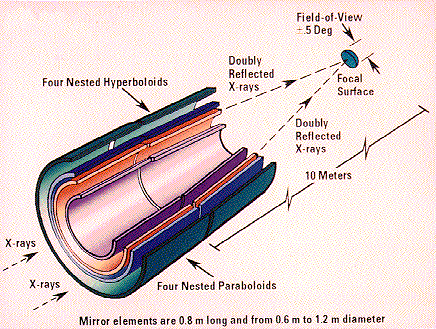
チャンドラX線観測衛星のヴォルター望遠鏡の図

ヴォルター式望遠鏡（ヴォルターしきぼうえんきょう、英: Wolter telescope）はX線用に設計された望遠鏡である。
反射面に対する角度として定義した時の入射角が微小な角度の反射を用いる。通常、可視光線においてはレンズによる屈折や放物線形状の鏡で光を反射させることにより、望遠鏡をつくることができる。これに対して、X線は屈折を起こさせる材質はあるものの（ただしX線の屈折率は1より小さい為、可視光用レンズとは逆の両凹型の形状で集光し、又単段での屈折率は低く一般に多段に重ねる必要がある）、望遠鏡に使える程の透過率の物質は無い。また、鏡面に対して垂直に近い入射領域では、X線は反射しないで、散乱もしくは吸収されてしまうので、従来の方式でX線を観測する望遠鏡を製造することは困難である。
反射面に対する角度が極めて小さい入射の領域（一般的には10分から2度程度まで）ならば、X線は反射を起こすため、X線用の鏡を作ることができる。このような鏡は、斜入射鏡 (grazing incidence mirror) と呼ばれる。1952年、ドイツの物理学者ハンス・ヴォルターは、このような鏡のみを用いて作ることのできる望遠鏡の設計方法を3種類提示した。これらは、I型、II型、III型と呼ばれていて、それぞれに長所・欠点がある。
チャンドラX線観測衛星やXMM-Newtonなどで、この望遠鏡は使われている。